# Hermine Liska
Hermine Liska (* 12. April 1930 in St. Walburgen, Kärnten, als Hermine Obweger; † 1. Juli 2024 in Lieboch) wurde als Kind unter dem Nationalsozialismus wegen ihrer religiösen Überzeugung als Zeugin Jehovas verfolgt. Sie war die letzte österreichische Zeitzeugin aus der NS-Opfergruppe der Zeugen Jehovas.

## Als Kind unter dem NS-Regime
Hermine wurde in St. Walburgen im Kärntner Görtschitztal als jüngstes Kind einer Bauernfamilie geboren.
Ihr Vater Johann Obweger (* 1886) hatte sich während des Ersten Weltkriegs in russischer Kriegsgefangenschaft intensiv mit der Bibel beschäftigt und war überzeugt, so auf Unterschiede zwischen den Lehren der Bibel und den Lehren der katholischen Kirche, der er angehörte, gestoßen zu sein. Wegen der Wirren des Russischen Bürgerkriegs lange vermisst, kehrte er erst 1921 nachhause zurück. 1922 trat er aus der katholischen Kirche aus. Bald darauf kam er mit Bibelforschern (den späteren Zeugen Jehovas) in Kontakt und schloss sich dieser Bewegung an. Da er und seine Familie deshalb in ihrer Oberkärntner Heimat Kleblach-Lind angefeindet wurden, erwarb er 1928 den Lassnighof in St. Walburgen. Johann Obweger und seine Frau Elisabeth (* 1888) versuchten ihre Kinder in der Lehre der Zeugen Jehovas zu erziehen. Hermine sagte später: „Sie erzogen mich von klein auf in den christlichen Lehren und legten mir Liebe zu Gott und zu seiner Schöpfung ins Herz.“
Hermines ältester Bruder Johann Obweger jun. (* 1914) verweigerte aufgrund seiner religiösen Überzeugung als Zeuge Jehovas den Militärdienst, nachdem Mitte der 1930er-Jahre in Österreich die Wehrpflicht eingeführt worden war. Er wurde deshalb 1937 zu einem Jahr Gefängnis verurteilt.
Schon 1935 war im klerikalfaschistischen Österreich die Tätigkeit der Zeugen Jehovas verboten worden. 1938, nach dem Anschluss Österreichs ans Deutsche Reich, spitzte sich die Situation für die Zeugen Jehovas zu, die den Absolutheitsanspruch des Staats ablehnten und sich in erster Linie zu Gehorsam gegenüber Gott verpflichtet fühlten. Die damals 8-jährige Hermine weigerte sich, den Hitlergruß zu leisten, und wurde deshalb in der Volksschule zurückgestuft und erhielt die schlechteste Betragensnote.
Am Lassnighof kam es wiederholt zu Hausdurchsuchungen, da die Behörden nicht zu Unrecht vermuteten, dass es am Hof verbotene Literatur der Zeugen Jehovas gab und dass dort religiöse Zusammenkünfte stattfanden, doch gelang es den NS-Behörden nicht, Beweise dafür zu erbringen.
Hermine Obweger verweigerte unterdessen in der Volksschule weiter den Hitlergruß. Ihr Vater Johann Obweger wurde daher vor dem Gericht in St. Veit an der Glan aufgefordert, zu bestätigen, dass er Hermine im Geist der nationalsozialistischen Bewegung erziehen würde. Er weigerte sich, das zuzusichern, worauf den Eltern das Sorgerecht für Hermine entzogen wurde. Hermine wurde im Februar 1941, mit knapp 11 Jahren, in ein NS-Umerziehungsheim nach Waiern bei Feldkirchen in Kärnten gebracht. Auch dort weigerte sie sich, den Hitlergruß zu leisten und die Jacke des NS-Jungmädelbunds anzuziehen. Sie durfte deshalb trotz guter schulischer Leistungen nicht in die Hauptschule wechseln. Da man aufgrund Hermines beharrlicher Weigerung, sich dem NS-Regime anzupassen, annahm, dass sie immer noch heimlich in Kontakt mit ihren Eltern stand, verlegte man sie im September 1942 ins Adelgundenheim nach München. Heimweh und Sorge um die Familie machten ihr schwer zu schaffen, und man setzte sie immer wieder unter Druck, ihren Glauben aufzugeben. Im April 1944 wurde Hermine nachhause entlassen. Im Mai 1944 ließ sie sich am elterlichen Bauernhof als Zeugin Jehovas taufen; Zeugen Jehovas praktizieren die Gläubigentaufe durch vollständiges Untertauchen. Wenige Tage später musste sie ihre Eltern wieder verlassen, da sie das sogenannte Pflichtjahr entgegen der üblichen Gepflogenheit nicht am elterlichen Bauernhof leisten durfte, sondern in Lambichl arbeiten musste. Im Mai 1945 durfte Hermine endlich wieder zurück zu ihren Eltern nach St. Walburgen.

## Verfolgung von Zeugen Jehovas in ihrer Familie und ihrem Umfeld
Hermines Bruder Hans Obweger jun. (* 1914), der schon im Ständestaat den Militärdienst verweigert hatte, leistete ab 1941 Zwangsarbeit im Bergbau, zunächst in Eisenerz, ab März 1942 in Sittenberg. Ende 1944 wurde er zum Volkssturm einberufen, kam jedoch aus Gewissensgründen der Einberufung nicht nach. Am 2. Jänner 1945 wurde er verhaftet und am 26. Jänner 1945 ins Konzentrationslager Dachau gebracht. Er musste in einer Strafkompanie im Außenlager Kottern-Weidach arbeiten und erkrankte an Fleckfieber. Von 80 auf 47 kg abgemagert, erlebte er Ende April die Befreiung des KZ Dachau mit und kam Ende Juni 1945 nachhause.
Hermines Bruder Franz Obweger (* 1926) verweigerte den Reichsarbeitsdienst und verbüßte daher ein Jahr Haft im Jugendgefängnis Wien-Kaiserebersdorf. Anfang April 1945 wurde er aus der Haft entlassen; die folgenden Wochen bis Kriegsende hielt er sich zusammen mit dem Judenburger Zeugen Jehovas Hans König beim Lassnighof versteckt, um der Einberufung zur Wehrmacht zu entgehen.
Hermines Vater Hans Obweger wurde Ende 1944 zum Volkssturm einberufen. Da er aus Gewissensgründen der Einberufung nicht Folge leistete, wurde er am 2. Jänner 1945 verhaftet und nach Klagenfurt überstellt. Obwohl man ihm die Einlieferung in ein KZ androhte, verweigerte er weiter den Wehrdienst. Nach drei Wochen wurde er als haftuntauglich entlassen.
Die Familie Obweger hatte am Lassnighof andere Zeugen Jehovas aufgenommen, die ihres Glaubens wegen Schwierigkeiten mit dem NS-Staat bekamen, unter anderem den Klagenfurter Richard Heide jun. (* 1902) und dessen Sohn Gerhard (* 1932). Richard Heide war wegen seiner Zugehörigkeit zu den Zeugen Jehovas unter Verlust seiner Dienstwohnung aus dem Postdienst entlassen worden. Anfang 1942 erhielt Richard Heide den Einberufungsbefehl zur Wehrmacht; wegen Wehrdienstverweigerung wurde er zu 18 Monaten Haft verurteilt. Ihm wurde das Sorgerecht für seinen Sohn Gerhard entzogen: „Es ist gefährlich, ihn (= Gerhard) in der Obhut seines Vaters zu belassen, da er seinem Sohn verbietet, den Hitlergruß zu leisten und die Lieder der Nation zu singen.“ Gerhard kam zunächst in die Obhut nationalsozialistisch gesinnter Verwandter, dann bis Kriegsende in ein Kinderheim in Nikolsdorf bei Lienz.
Der Zeuge Jehovas Anton Dorner jun. (* 1923 in Manessen, Gemeinde Himmelberg) arbeitete während der Zeit der nationalsozialistischen Herrschaft zeitweise auf dem Lassnighof bei Familie Obweger. Im März 1942 wurde er zur Wehrmacht einberufen. Er erklärte, aufgrund seiner religiösen Überzeugung keinen Wehrdienst leisten zu können, woraufhin er wegen Zersetzung der Wehrmacht in Berlin zum Tod verurteilt wurde. Das Urteil wurde am 27. Jänner 1943 in der Justizvollzugsanstalt Brandenburg a. d. Havel vollstreckt.
Der Zeuge Jehovas Leonhard Rutter (* 1899 in Glantschach) war bei der Familie Obweger als Landarbeiter tätig. Da er wegen seiner religiösen Überzeugung dem Einberufungsbefehl zur Wehrmacht nicht nachkam, wurde er 1944 am Lassnighof verhaftet und am 11. Oktober 1944 ins KZ Dachau überstellt, wo er am 21. Februar 1945 ermordet wurde.

## Nach dem Krieg
1947 bis 1949 besuchte Hermine die Frauenberufsschule in Klagenfurt, brach die Schule dann aber ab, um am elterlichen Bauernhof mitzuhelfen, da ihre Mutter kränklich war.
1950 lernte sie den aus Wien stammenden Erich Liska kennen, der damals im Dienst der Zeugen Jehovas als Reisender Prediger tätig war. 1952 heirateten Erich und Hermine. Hermine begleitete ihren Mann für einige Monate bei dessen Besuchsreisen von Versammlung zu Versammlung der Zeugen Jehovas. Dann bekam das Paar nach und nach drei Kinder; Hermine Liska war nun als Hausfrau tätig und weiter als Zeugin Jehovas aktiv.

## Zeitzeugentätigkeit, Würdigung
Ab 1998 setzte sich Hermine Liska gegen das Vergessen der NS-Gräuel ein. Ab 2002 besuchte sie als vom Bildungsministerium anerkannte Zeitzeugin Schulen in ganz Österreich und erzählte ihre Geschichte im Lauf der Jahre vor mehr als 180.000 Schülern. Das Bildungsministerium schrieb 2006 an Hermine Liska: „Ihre persönliche Tätigkeit hat unendlich viel zu einem Klima der Toleranz und Akzeptanz und zu einer für die jungen Menschen zugänglichen Aufarbeitung der schrecklichen Geschichte des Nationalsozialismus und Holocaust beigetragen. Sie haben dabei einen besonders wertvollen Beitrag zur Auseinandersetzung geleistet. Seitens der Abteilung Politische Bildung möchten wir Sie herzlichst dazu einladen, auch weiterhin den Schulen, Schülerinnen und Schülern mit ihren Erfahrungen zur Verfügung zu stehen.“
2009 wurde in Zusammenarbeit mit dem Bildungsministerium eine filmische Dokumentation ihrer Lebensgeschichte erstellt, deren Verwendung vom Bildungsministerium für den Geschichtsunterricht empfohlen wurde.
2011 druckte die Zeitschrift Erwachet! ihre Lebensgeschichte ab, die somit in einer Auflage von etwa 39.000 000 Exemplaren in 83 Sprachen veröffentlicht wurde. 2015 war sie eine von neun Interviewpartnern für Bernhard Rammerstorfer Buch und DVD Taking the Stand: We have More to Say. Im Herbst 2015 erzählte Hermine Liska ihre Lebensgeschichte an amerikanischen Universitäten wie der Stanford University, der Harvard University und dem Boston College.
2016 wurden ihr für ihre Tätigkeit als Zeitzeugin das Goldene Ehrenzeichen des Landes Steiermark und das Goldene Verdienstzeichen der Republik Österreich verliehen.
In einem Radiointerview antwortete Hermine Liska auf die Frage, ob sie eine Botschaft an die Jugend von heute habe, wie folgt: „Für mich war der Glaube eine große Hilfe, um als Familie zusammenzustehen. Mit großer Sorge beobachte ich heute, dass die Familien immer mehr zerbrechen, weil das einigende Band des christlichen Glaubens fehlt. Meine Botschaft an die Jugend von heute wäre: Glaubt nicht alles und jedem. Hinterfragt die Dinge und folgt eurem Gewissen. Werft die Moral und Sittengrundsätze des christlichen Denkens nicht über Bord, nur weil etwas Anderes modern ist. Merkt euch eines: Wer laut schreit, hat meist nichts zu sagen.“

## Film
- Verein Lila Winkel und Bundesministerium für Unterricht und Kunst: Hermine Liska - Erziehungsprobleme eines Diktators. 2009.